# Точкові дефекти
Точкові дефекти (ТД), (нульмірні дефекти)  - дефекти у монокристалах, пов’язані з порушенням розташування окремих частинок у  ґратці в межах невеликого об’єму, порядка двох атомних розмірів. Точкові дефекти – це дефекти, що мають малі розміри у всіх трьох напрямках простору.
Точкові дефекти поділяються на два типи:
1. Атомні ТД – це порушення розподілу мас в кристалі.
2. Електронні ТД – це електрони та дірки, які з’являються у кристалі під дією зовнішніх факторів, і які можна визначити як порушення електронної густини в кристалі.

Існують три види атомних ТД:
1. Вакансія – найпростіший тип структурних дефектів (дефекти по Шотткі) – являють собою просто порожні вузли ґратки, які в ідеально впорядкованому кристалі мали б бути зайняті. Процес їх утворення можна уявити як перехід спочатку одного з приповерхневих атомів на саму поверхню кристалу, а в приповерхневу вакансію, що таким чином утворилася, може бути закинутий один з більш глибоких атомів, від чого виникає вакансія, що віддаленіша від поверхні і т.д.
2. Міжвузлові атоми (дефекти по Френкелю) – атоми займають положення, які в ідеально впорядкованому кристалі були б  вільними.
3. Чужі атоми у вузлах – атоми знаходяться в місцях, призначених в ідеальному кристалі для атомів іншого виду. Ці дефекти ще називають антиструктурними дефектами. Такі дефекти стосуються тільки сполук.

Перші два типи атомних ТД існують у всіх кристалах, навіть якщо вони знаходяться в термодинамічній рівновазі. У цьому випадку дефекти виникають внаслідок флуктуацій теплового руху, при яких окремі вузли  ґратки можуть  набути енергію, достатню для утворення дефекту.